# Florin Bătrânu
Florin Ionel Cornelaș Bătrânu (Oravicabánya, 1971. március 19. –) egykori román válogatott labdarúgó.

## Mérkőzései a román válogatottban
| #  | Dátum               | Ellenfél      | Eredmény | Kiírás              | Esemény |
| -- | ------------------- | ------------- | -------- | ------------------- | ------- |
| 1. | 1995. február 8.    | Görögország   | 0 – 1    | barátságos mérkőzés | 46'     |
| 2. | 1998. augusztus 19. | Norvégia      | 0 – 0    | barátságos mérkőzés |         |
| 3. | 1998. szeptember 2. | Liechtenstein | 7 – 0    | Eb-selejtező        |         |
| 4. | 1998. szeptember 5. | Németország   | 1 – 1    | barátságos mérkőzés |         |
| 5. | 1999. március 3.    | Észtország    | 2 – 0    | barátságos mérkőzés | 88'     |
| 6. | 1999. március 27.   | Szlovákia     | 0 – 0    | Eb-selejtező        | 28'     |
| 7. | 2000. február 2.    | Lettország    | 2 – 0    | barátságos mérkőzés |         |
| 8. | 2000. február 4.    | Grúzia        | 1 – 1    | barátságos mérkőzés |         |